# Rein da Medel
| Zuläufe und Bauwerke \| Rein da Medel \| Rein da Medel \| Rein da Medel \| Rein da Medel \| Rein da Medel \| \| --------------------------- \| ---------------- \| ------------- \| ---------------------------- \| ------------- \| \| Legende \| \| \| \| \| \| \| Quelle \| \| Hauptquellbach \| \| \| \| See \| \| Lago Scuro \| \| \| \| Zufluss \| \| westl. Quellbach \| \| \| \| See \| \| Lago dell’Isra \| \| \| \| See \| \| bei Stabbio Nuovo \| \| \| \| Steg \| \| bei Stabbio Nuovo \| \| \| \| Zufluss \| \| vom Val Termine \| \| \| \| Steg \| \| Passerella Val Termine \| \| \| \| Einmündung \| \| in Lai da S. Maria \| \| \| \| Zufluss \| \| Bach vom Lukmanier \| \| \| \| Zufluss \| \| vom Val Rondadura \| \| \| \| Zufluss \| \| Bach vom Scopí \| \| \| \| Staumauer \| \| Lai da S. Maria \| \| \| \| Bachdurchlass \| \| Il Plaun \| \| \| \| Steg \| \| bei Alp Stgegia \| \| \| \| Zufluss \| \| Aua dalla Vatgira \| \| \| \| Steg und Ort \| \| Sogn Gagl \| \| \| \| Steg \| \| La Giepa \| \| \| \| Zufluss \| \| Ganaretsch \| \| \| \| Steg \| \| Plauns \| \| \| \| Brücke und Ort \| \| Sogn Gions \| \| \| \| Wasserfall \| \| \| \| \| \| Zufluss \| \| Rein da Cristallina \| \| \| \| Zufluss \| \| Aua da Parda \| \| \| \| Brücke und Ort \| \| Acla \| \| \| \| Zufluss \| \| Aua da Rusas \| \| \| \| Zufluss \| \| Rein da Fuorns \| \| \| \| Brücke und Ort \| \| Fuorns \| \| \| \| Brücke \| \| bei Pardé \| \| \| \| Zufluss \| \| Val Matergia \| \| \| \| Brücke und Ort \| \| Platta \| \| \| \| Brücke \| \| bei Pali \| \| \| \| Ehemalige Brücke \| \| zw. Pali u. Curaglia \| \| \| \| Zufluss \| \| Val Mutschnengia \| \| \| \| Brücke \| \| zw. Curaglia u. Mutschnengia \| \| \| \| Zufluss \| \| Rein da Plattas \| \| \| \| Steg \| \| Darein \| \| \| \| Brücke \| \| Kantonstrasse 416 \| \| \| \| Stege \| \| Seilpark Hängebrücken \| \| \| Rein Anteriur (Vorderrhein) \| \| \| \| \| |                  |  |                              |  |
| Rein da Medel |                  |  |                              |  |
| Legende |                  |  |                              |  |
| | Quelle           |  | Hauptquellbach               |  |
| | See              |  | Lago Scuro                   |  |
| | Zufluss          |  | westl. Quellbach             |  |
| | See              |  | Lago dell’Isra               |  |
| | See              |  | bei Stabbio Nuovo            |  |
| | Steg             |  | bei Stabbio Nuovo            |  |
| | Zufluss          |  | vom Val Termine              |  |
| | Steg             |  | Passerella Val Termine       |  |
| | Einmündung       |  | in Lai da S. Maria           |  |
| | Zufluss          |  | Bach vom Lukmanier           |  |
| | Zufluss          |  | vom Val Rondadura            |  |
| | Zufluss          |  | Bach vom Scopí               |  |
| | Staumauer        |  | Lai da S. Maria              |  |
| | Bachdurchlass    |  | Il Plaun                     |  |
| | Steg             |  | bei Alp Stgegia              |  |
| | Zufluss          |  | Aua dalla Vatgira            |  |
| | Steg und Ort     |  | Sogn Gagl                    |  |
| | Steg             |  | La Giepa                     |  |
| | Zufluss          |  | Ganaretsch                   |  |
| | Steg             |  | Plauns                       |  |
| | Brücke und Ort   |  | Sogn Gions                   |  |
| | Wasserfall       |  |                              |  |
| | Zufluss          |  | Rein da Cristallina          |  |
| | Zufluss          |  | Aua da Parda                 |  |
| | Brücke und Ort   |  | Acla                         |  |
| | Zufluss          |  | Aua da Rusas                 |  |
| | Zufluss          |  | Rein da Fuorns               |  |
| | Brücke und Ort   |  | Fuorns                       |  |
| | Brücke           |  | bei Pardé                    |  |
| | Zufluss          |  | Val Matergia                 |  |
| | Brücke und Ort   |  | Platta                       |  |
| | Brücke           |  | bei Pali                     |  |
| | Ehemalige Brücke |  | zw. Pali u. Curaglia         |  |
| | Zufluss          |  | Val Mutschnengia             |  |
| | Brücke           |  | zw. Curaglia u. Mutschnengia |  |
| | Zufluss          |  | Rein da Plattas              |  |
| | Steg             |  | Darein                       |  |
| | Brücke           |  | Kantonstrasse 416            |  |
| | Stege            |  | Seilpark Hängebrücken        |  |
| Rein Anteriur (Vorderrhein) |                  |  |                              |  |

Der Rein da Medel (italienisch Reno di Medel, deutsch Medelser Rhein/Medelserrhein) ist mit 25,4 km der längste Quellfluss des Rheins. Der Fluss verläuft in den Schweizer Kantonen Tessin und Graubünden und durchströmt die Talschaften des Val Cadlimo und des Val Medel. Die wichtigsten Orte am Fluss sind die Fraktionen Curaglia und Platta der Gemeinde Medel (Lucmagn).

## Name
Rein da Medel ist die lokale sursilvanische, also rätoromanische Bezeichnung in Graubünden, die verallgemeinernd in der Regel auch für den gesamten Fluss angewendet wird. In älteren Texten findet sich auch die Bezeichnung Mittelrhein.
Der Flussname hat unabhängig von der Sprachform zwei Bedeutungen: Er ist zum einen Bezeichnung für den gesamten Fluss. Zum anderen ist er spezielle Bezeichnung für den im italienischen Sprachraum – im Tessin – liegenden Flussabschnitt (ital. Reno di Medel, vor allem der Oberlauf des Flusses) sowie den im sursilvanischen Sprachgebiet liegenden Unterlauf (sursilv. Rein da Medel). Der sursilvanische Teil des Mittellaufs wird Froda genannt.

## Geographie

### Flusslauf
Der Oberlauf des Rein da Medel fliesst durch das südlich des Alpenhauptkamms gelegene Val Cadlimo, welches zur Tessiner Gemeinde Quinto gehört. Dort wird der Fluss italienisch Reno di Medel genannt. Es existieren drei etwa gleich starke Quellbäche:
- ein nördlicher Quellbach (ca. 640 Meter) – entspringt mehreren Quellen unterhalb des Piz Curnera
- ein mittlerer Quellbach (ca. 1150 Meter) – entspringt an der Bocchetta di Cadlimo (2534 m ü. M.) und durchströmt den Lago di Dentro (2506 m ü. M.)
- ein südlicher Quellbach (ca. 950 Meter) – entspringt an der Bassa del Lago Scuro unterhalb der Punta Negra und durchfliesst den Lago Scuro (2451 m ü. M.)

Nördlicher und mittlerer Quellarm vereinigen sich, kurz bevor auf ca. 2390 m ü. M. der südliche, am meisten Wasser führende, dazustösst. (46,6° N, 8,7° O).
Etwa einen Kilometer nach der Vereinigung dieser Quellbäche durchfliesst der Reno di Medel den Lago dell’Isra (2322 m ü. M.). Eine Klus, unter der der Gotthard-Basistunnel NEAT verläuft, markiert den Übergang vom Val Cadlimo ins Val Medel. Kurz unterhalb der Klus mündet von Süden aus dem Val Termine ein vom Passo dell’Uomo kommender Zufluss. In diesem Gebiet stellt der Reno di Medel für etwa 500 Meter den Grenzfluss zwischen den Gemeinden Quinto und Blenio dar. Wenige Meter nördlich der Einmündung in den Stausee Lai da Sontga Maria (1908 m ü. M.) verläuft die Kantonsgrenze zwischen Tessin und Graubünden (als eine die topographischen Gegebenheiten ignorierende gerade Linie zwischen Lukmanierpass und Piz Scai).
In Graubünden liegt der Fluss im Sursilvan-sprachigen, also rätoromanischen Teil des Kantons. Der Mittellauf wird hier Froda, der Unterlauf Rein da Medel genannt. Der Namenswechsel findet an der Einmündung des grössten Zuflusses Rein da Cristallina statt. Mittel- und Unterlauf fliessen durch das Val Medel und liegen fast überwiegend auf Gebiet der Gemeinde Medel (Lucmagn); nur etwa die letzten 1000 Meter auf Gebiet der Gemeinde Disentis/Mustér, der oberste Abschnitt des Mittellaufs noch im Tessin.
Der Lai da Sontga Maria überdeckt die Einmündung des nach Südosten zum Lukmanierpass führenden Tälchens. Im gesamten Val Medel münden zahlreiche Nebenflüsse und -bäche ein. Die etwa letzten beiden Kilometer sind durch die Schlucht «Las Ruinas» («Medelserschlucht») geprägt, in der auf etwa 1046 m ü. M. der Rein da Medel mit dem Vorderrhein zusammenfliesst. Kurz oberhalb des Zusammenflusses führt eine Brücke die Lukmanierstrasse über den Vorderrhein.

### Fliesslängen
Die gesamte Fliesslänge des Rein da Medel beträgt etwa 25,4 Kilometer. Die folgenden Angaben für die Teilabschnitte des Flusses sind ebenfalls ungefähre Angaben und in Kilometer:
- südlicher Quellbach: 0,99
- westlicher Quellbach: 1,00
- nördlicher Quellbach: 0,64
- Reno di Medel (Oberlauf im Val Cadlimo, plus Tessiner Teil des Mittellaufs, ohne Lai da Sontga Maria): 6,76
- Lai da Sontga Maria: 2,67
- Froda (Bündner Teil des Mittellauf ohne Lai da Sontga Maria): 5,91
- Rein da Medel (Unterlauf): 9,05

### Einzugsgebiet und Nachbarflussgebiete
Das 126,66 km² grosse Einzugsgebiet des Rein da Medel liegt in den Lepontinischen Alpen.
Es besteht zu 16,6 % aus bestockter Fläche, zu 19,1 % aus Landwirtschaftsfläche, zu 0,6 % aus Siedlungsfläche und zu 63,7 % aus unproduktiven Flächen.
Die Flächenverteilung
Die mittlere Höhe des Einzugsgebietes beträgt 2224,8 m ü. M., die minimale Höhe liegt bei 1052 m ü. M. und die maximale Höhe bei 3161 m ü. M.
Die wichtigsten benachbarten Flussgebiete sind im rheinischen System diejenigen von Rein Anteriur (Vorderrhein), Rein da Nalps und Rein da Sumvitg sowie im Einzugsbereich des Po die Flussgebiete von Canaria, Murinascia Grande und Brenno.
Der Rein da Medel entwässert als einziger Fluss den Kanton Tessin über den Rhein in die Nordsee. Allerdings werden wesentliche Wasseranteile des Oberlaufs bei Stabbio Nuovo gefasst und über einen Stollen beim Passo dell’Uomo der Murinascia Grande, einem Zufluss des Lago Ritóm, zugeführt. Damit wird das Val Cadlimo, obschon orographisch dem Rhein zuzuordnen, letztlich grossenteils doch wie fast alle anderen Täler des Tessins ins Mittelmeer entwässert.

### Zuflüsse
Die grössten Zuflüsse sind der Rein da Cristallina und der Rein da Plattas.
| Name                   | GKZ      | Lage   | Länge in km | EZG in km² | MQ in m³/s | Mündung Koordinaten                                                 | Mündungshöhe in m | Bemerkungen                                                                   |
| ---------------------- | -------- | ------ | ----------- | ---------- | ---------- | ------------------------------------------------------------------- | ----------------- | ----------------------------------------------------------------------------- |
| Aua del Lago di Dentro | TI613906 | links0 | 001,0000    |            |            | ca. 500 m nordöstlich vom Lago Scuro, Quinto                        | 2379,700000       | Gewässername von Flurbezeichnung abgeleitet Westlicher Quellbach              |
| Aua dalla Val Termine  | CH003545 | rechts | 001,9000    | 0002,110   |            | südwestlich vom Lai da Sontga Maria, Blenio-Olivone                 | 1937,100000       | Gewässername von Flurbezeichnung abgeleitet Bach vom Passo dell’Uomo          |
| Aua dalla Val          | CH004831 | links0 | 003,0000    | 0006,030   |            | südwestlich der Staumauer Santa Maria, Medel-Platta                 | 1905,500000       | Mündet in den Lai da Sontga Maria                                             |
| Aua digl Scopi         | CH004834 | rechts | 001,8000    | 0001,870   |            | südöstlich der Staumauer Santa Maria, Medel-Platta                  | 1905,500000       | Gewässername von Flurbezeichnung abgeleitet Mündet in den Lai da Sontga Maria |
| Aua dalla Vatgira      | CH005631 | links0 | 003,2000    | 0003,530   | 0000,170   | nördlich der Talstation der Militärseilbahn Piz Scopí, Medel-Platta | 1779,100000       |                                                                               |
| Ganaretsch             | CH003542 | links0 | 002,6000    | 0002,070   |            | südwestlich von Sogn Gions, Medel-Platta                            | 1630,300000       | Gewässername von Flurbezeichnung abgeleitet                                   |
| Rein da Cristallina    | CH000763 | rechts | 009,9000    | 0027,860   | 0001,410   | bei Pardatsch Dardens, Medel-Platta                                 | 1531,800000       |                                                                               |
| Aua da Parda           | CH003551 | links0 | 002,0000    | 0000,880   |            | bei Clavarut, Medel-Platta                                          | 1483,300000       | Gewässername von Flurbezeichnung abgeleitet                                   |
| Aua da Rusas           | CH003552 | rechts | 001,7000    |            |            | nördlich von Acla, Medel-Platta                                     | 1460,100000       | Gewässername von Flurbezeichnung abgeleitet                                   |
| Rein da Fuorns         | CH003553 | rechts | 004,2000    | 0007,4000  | 0000,360   | südwestlich von Fuorns, Medel-Platta                                | 1440,900000       |                                                                               |
| Val Matergia           | CH003555 | links0 | 002,2000    | 0001,210   |            | bei Pardé, Medel-Platta                                             | 1350,000000       | Gewässername von Flurbezeichnung abgeleitet                                   |
| Val Mutschnegia        | GR528857 | links0 | 001,9000    | 0001,460   |            | südöstlich von Medel-Mutschnegia                                    | 1263,400000       | Gewässername von Flurbezeichnung abgeleitet                                   |
| Rein da Plattas        | CH003556 | rechts | 007,8000    | 0023,250   | 0000,940   | bei Medel-Curaglia                                                  | 1238,200000       |                                                                               |
| Rein da Medel          |          |        | 025,8000    | 0126,660   | 0005,470   | bei Fontanivas, Disentis                                            | 104600000         | Mündet in den Vorderrhein                                                     |

Anmerkungen zur Tabelle
1. ↑  Von der Quelle zur Mündung. Daten von Swisstopo (map.geo.admin.ch)
2. ↑  Die Daten des Rein da Medel zum Vergleich

## Hydrologie
Bei der Mündung des Rein da Medel in den Vorderrhein beträgt seine modellierte mittlere Abflussmenge (MQ) 5,47 m³/s. Sein Abflussregimetyp ist b-glacio-nival, und seine Abflussvariabilität beträgt 15.

## Brücken

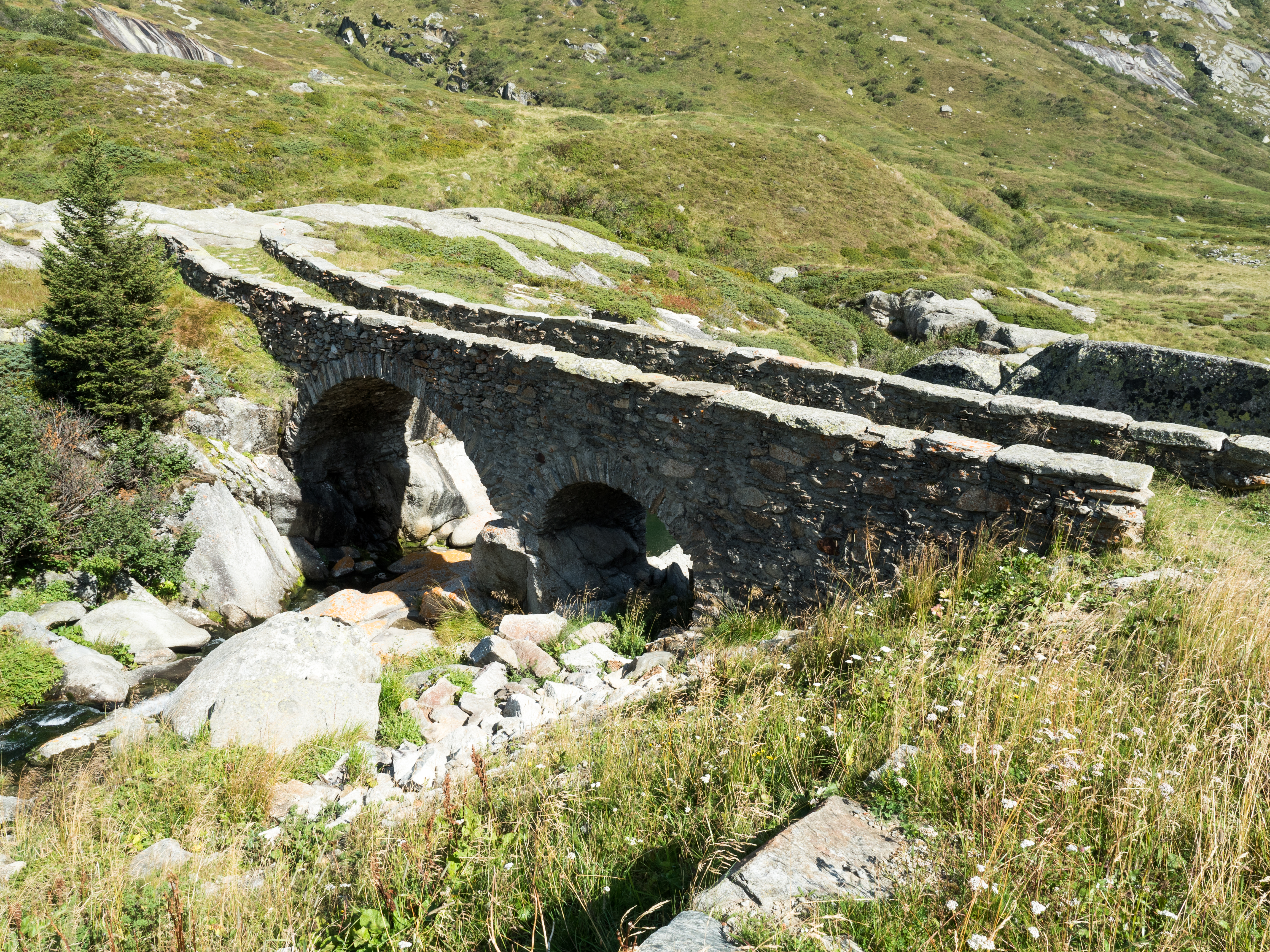
Vatgira Brücke über den Medelser Rhein, Medel (Lucmagn)

Auf ihrem Weg wird der Rein da Medel von rund zwanzig Übergängen überspannt. Drei Steinbogenbrücken sind im Inventar historischer Verkehrswege der Schweiz (IVS) aufgeführt.
Die Fussgänger-Hängebrücke Passerella Val Termine, im Jahr 2005 neu gebaut, wird jedes Jahr vor dem Wintereinbruch demontiert.
Die Staumauer des Lai da Sontga Maria kann von Fussgängern auf der Krone überquert werden.

## Bilder

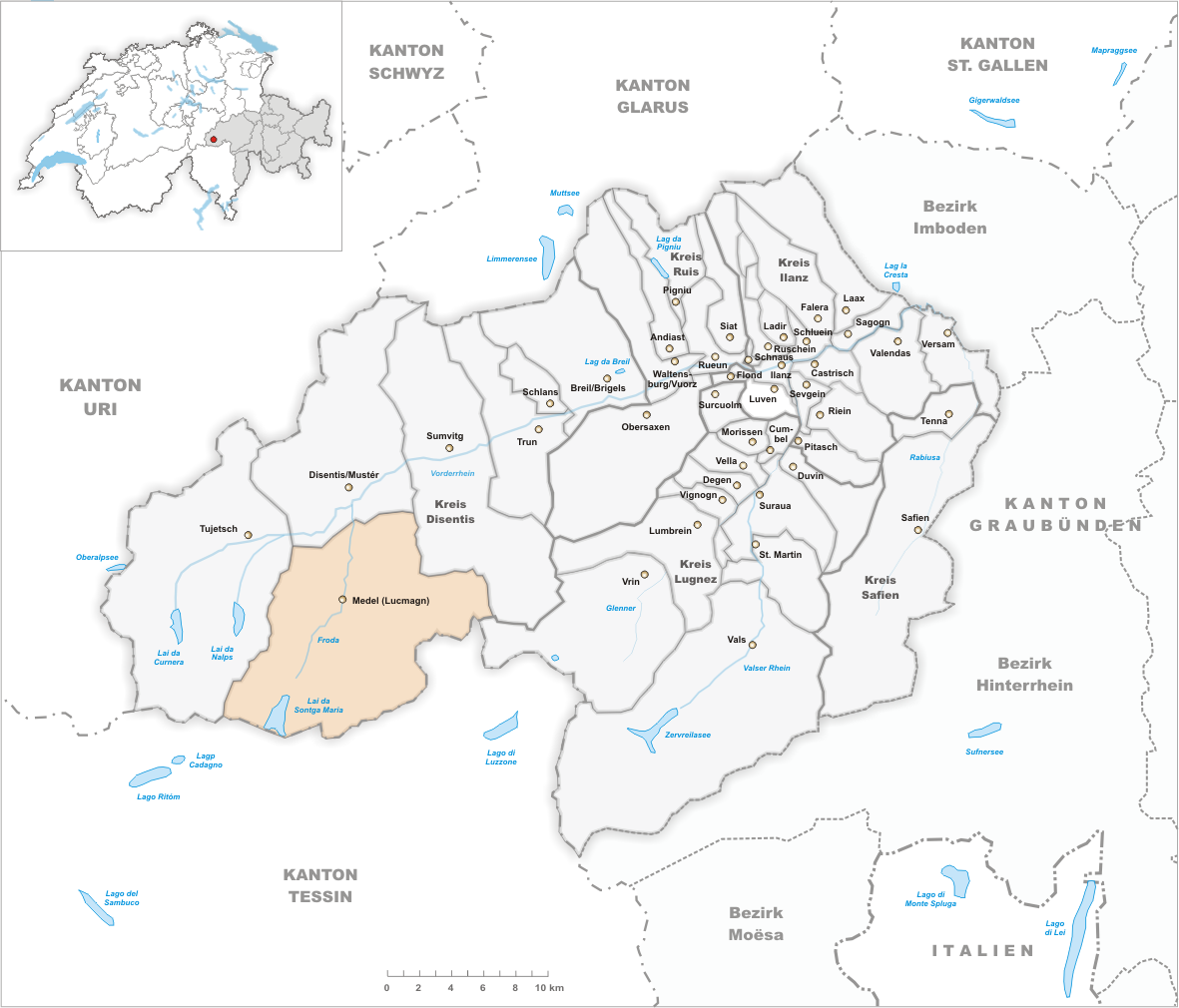
Gebiet der Gemeinde Medel (Lucmagn) mit unzulänglich kartiertem Rein da Medel
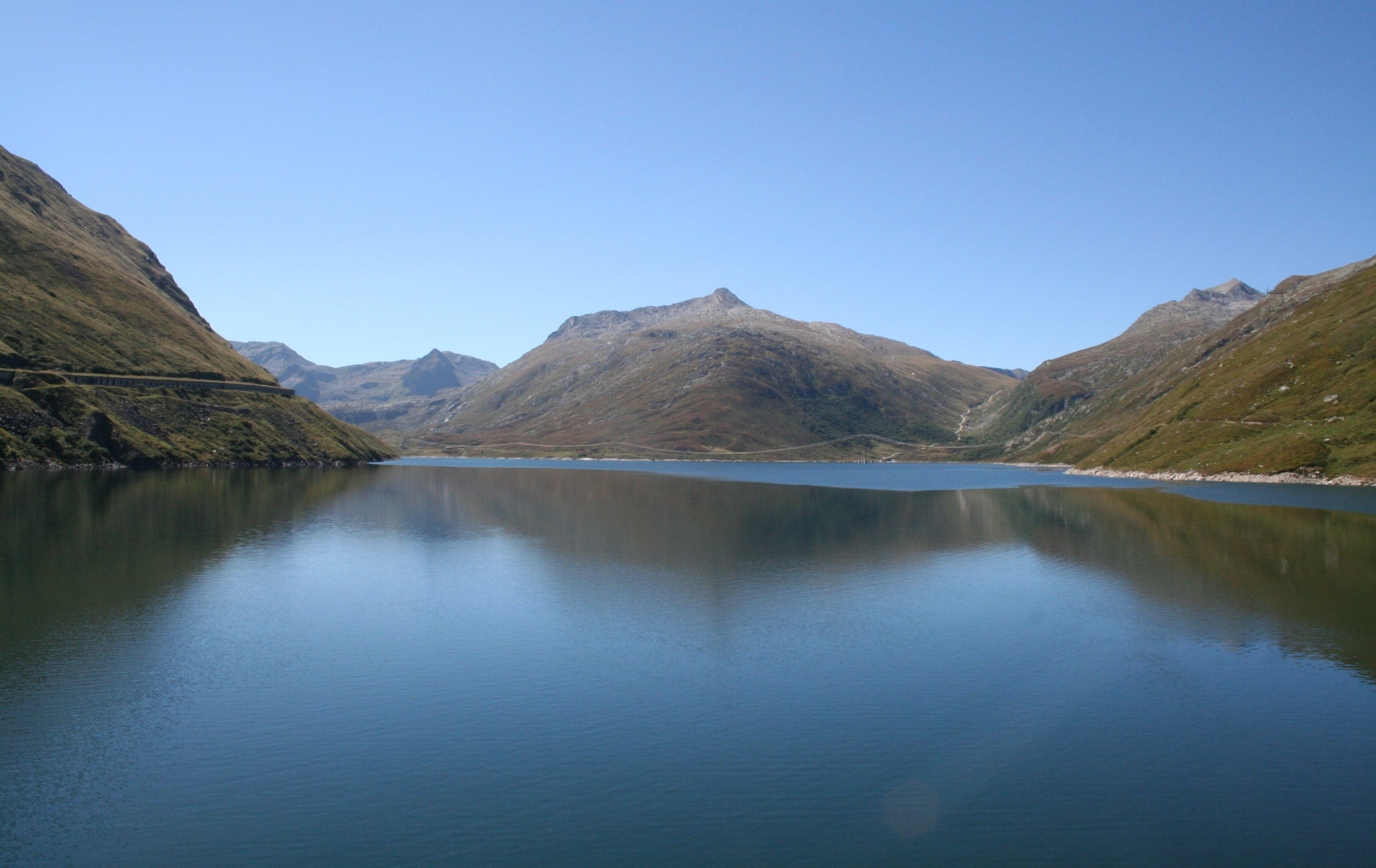
Blick über den Lai da Sontga Maria nach Süden: ganz rechts der Eingang zur Klus zum Val Cadlimo (Oberlauf), rechts (Blick ins Tal) das Val Termine gen Passo dell’Uomo, links das Tälchen zum Lukmanierpass
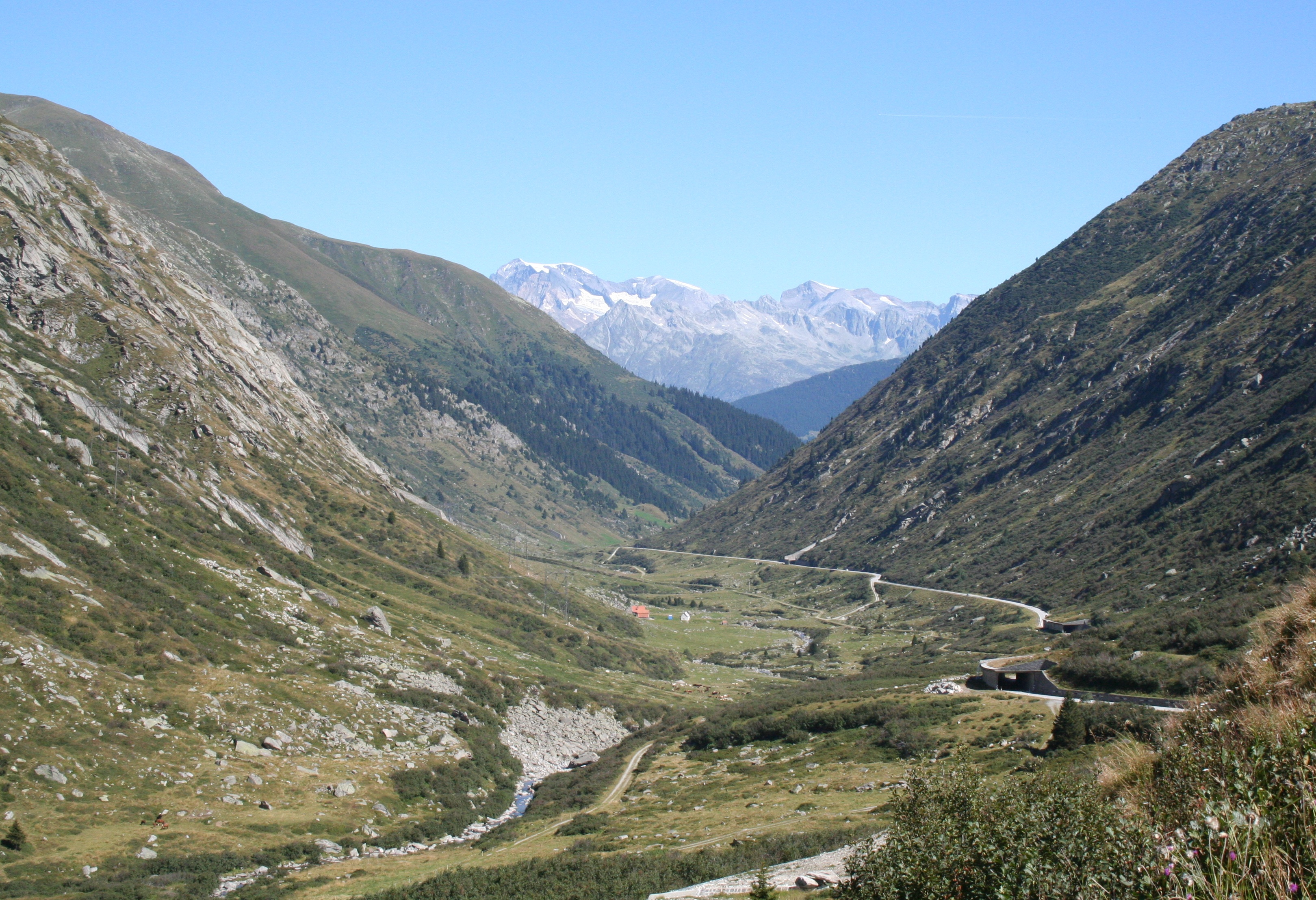
Mittellauf (Froda), Blickrichtung Nord
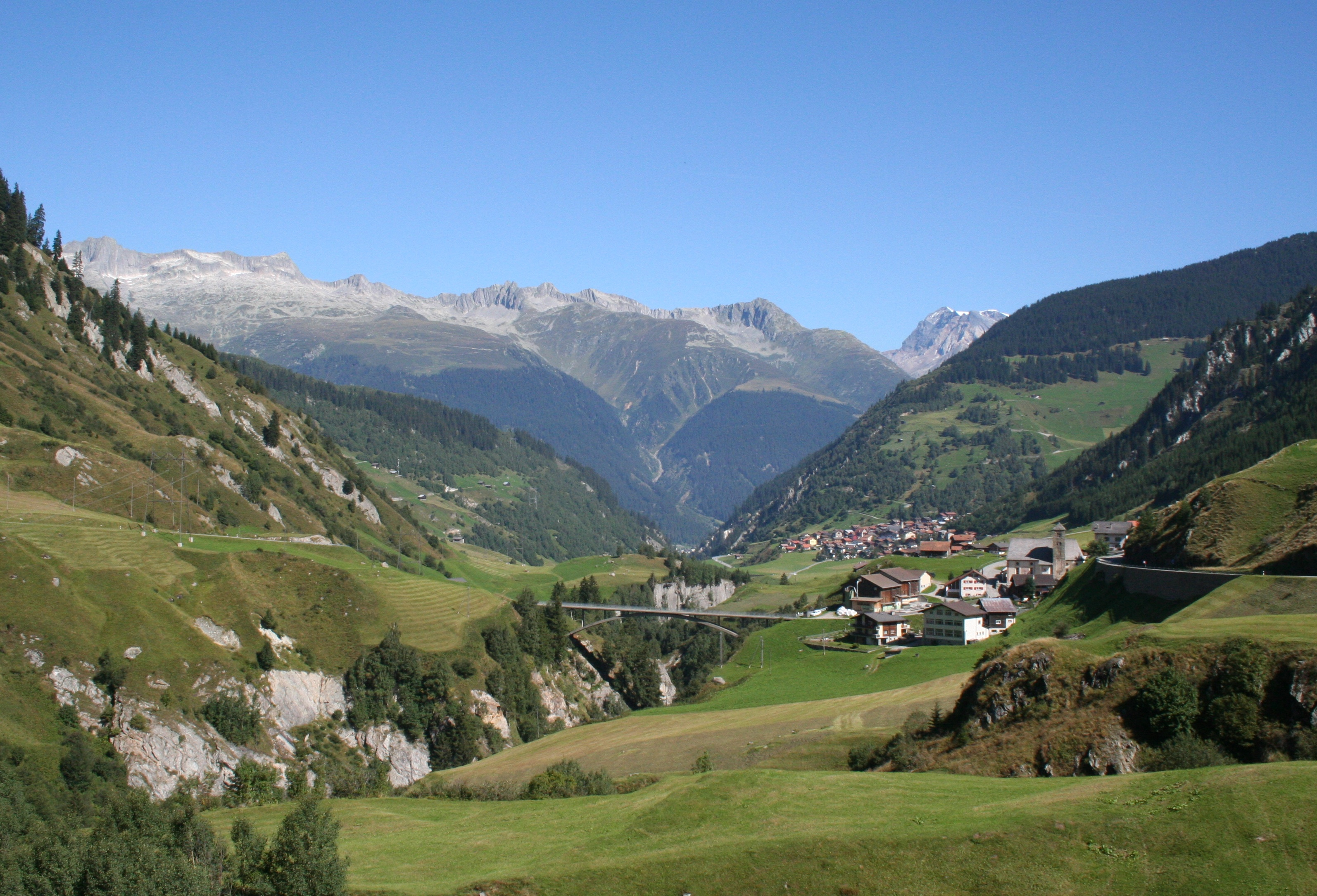
Blick über den Unterlauf des Rein da Medel nach Norden. Im Vordergrund Platta, im Hintergrund Curaglia. Sehr gut sichtbar ist, wie der Rein da Medel ins U-förmige Trogtal eine Klamm erodiert hat
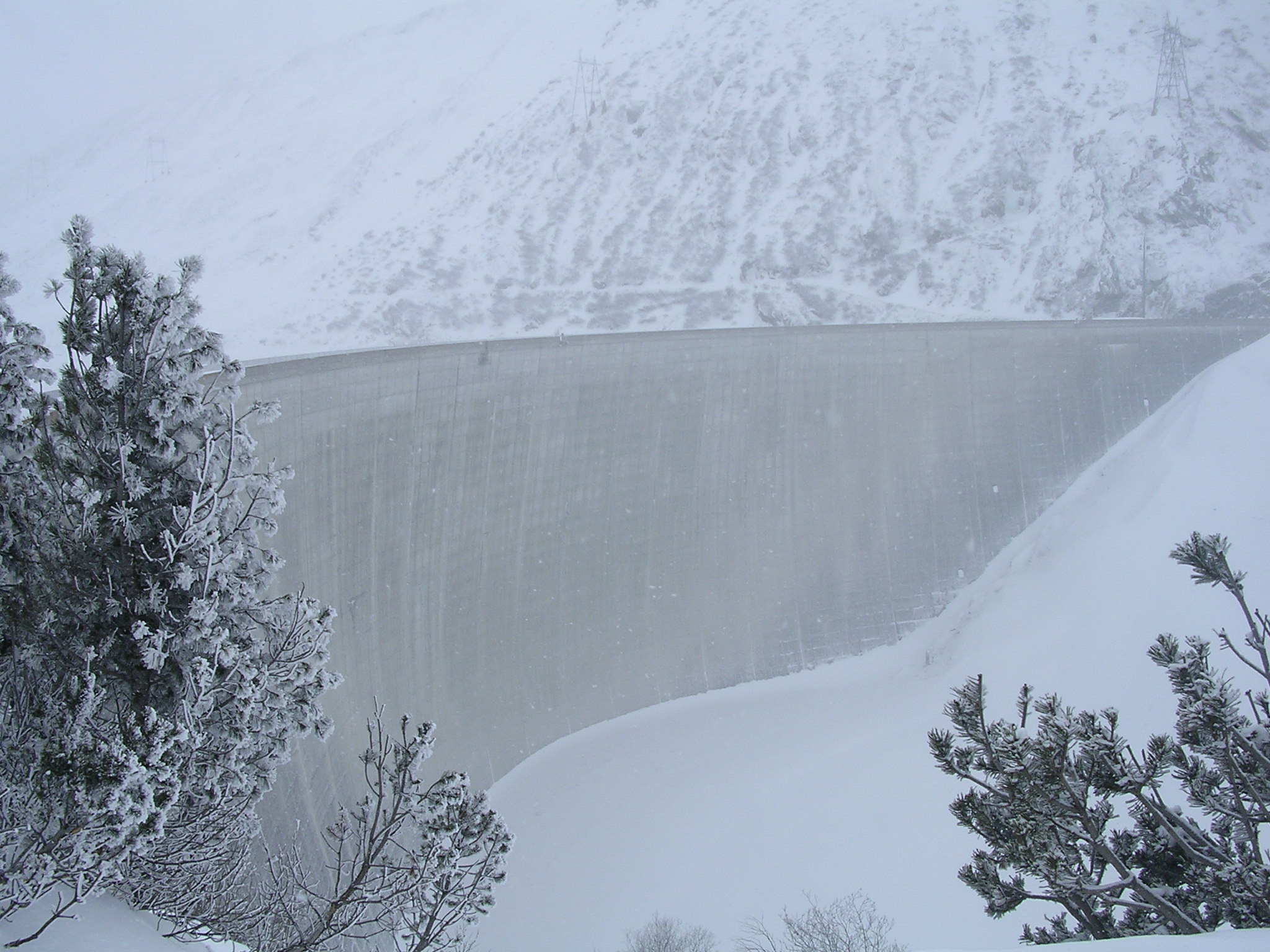
Staumauer des Lai da Sontga Maria